# Juncal (Berg)
Der Juncal (span. Cerro Juncal oder Nevado Juncal) ist ein nach neueren Vermessungen 5953 m hoher Berg an der Grenze zwischen der chilenischen Región de Valparaíso und der argentinischen Provinz Mendoza, gute 25 Kilometer südlich des Grenzpasses Paso de la Cumbre.

## Lage und Umgebung
Das Juncalmassiv bildet eine rund zwei Kilometer lange Mauer knapp unterhalb der 6000-Meter-Marke, die sich in einem weiten Bogen nach Norden öffnet. Nach dem nordöstlich gelegenen Hauptgipfel mit einer Höhe von 5953 m folgen im Uhrzeigersinn
- der Südgipfel (Lage) mit 5910 m
- der Chilenische Gipfel (Südwestgipfel, span. Cumbre Chilena, Lage), der mit einer Höhe von 5953 m an den Hauptgipfel heranreicht, und
- Columna (auch Nevado de los Leones, Nordwestgipfel, Lage) mit 5660 m.

Der tiefste Punkt zwischen dem Hauptgipfel und dem Chilenischen Gipfel hat immer noch eine Höhe von 5821 m.
Dem Massiv nordwestlich vorgelagert ist der markante Alto de los Leones (5380 m, Lage).
Das Juncalmassiv ist stark vergletschert. Im Uhrzeigersinn, von Osten beginnend bedecken die folgenden Gletscher das Massiv:
- Glaciar Juncal Segundo Este und
- Glaciar Juncal Primero Este, die beide in den Río Plomo entwässern,
- Glaciar Juncal Sur, der mit einer ungefähren Länge von 15 km der längste Gletscher des Massivs ist und in den Río Olivares entwässert,
- Glaciar Los Leones im Nordwesten,
- Glaciar Juncal Norte, der in das Tal des Río Juncal entwässert und
- Glaciar Juncal Colgante Norte, der sich nach Norden ins Valle Monos de Agua ergießt.

Der Berg liegt auf chilenischer Seite im Parque Andino Juncal, der seit 22. Mai 2010 als Feuchtgebiet nach der Ramsar-Konvention geschützt ist. Auf argentinischer Seite schließt unmittelbar ein großer Park unter Provinzverwaltung an.

## Höhe
Bis vor kurzem (etwa 2010) wurde für den Berg eine Höhe von 6110 m angegeben. Diese Höhe geht auf Robert Helbling zurück, der zwischen 1908 und 1918 die ersten Vermessungen des Massivs vornahm und die 1956 von Louis Lliboutry und dessen Beschreibung der zentralen Anden bestätigt wurde. Lliboutrys Höhenangaben gelten allerdings als ungenau, Abweichungen von 500 Metern zu den aktuellen offiziellen Karten sind keine Seltenheit. Dazu kommt, dass die Gipfelregion des Juncal der Triangulation schwer zugänglich ist, und dieses Gebiet daher lange auf den offiziellen Karten unkotiert blieb. Heute gibt das chilenische IGM eine Höhe von 5953 m, das argentinische IGN eine Höhe von 5965 m an.

## Geschichte

### Name
Das spanische Wort Juncal bedeutet Binsengewächs. Das Tal nördlich des Juncal wird vom Río Juncal durchflossen und ist für seine Flora unter Schutz gestellt worden.

### Erstbesteigung
Die Erstbesteigung erfolgte am 17. Januar 1911 durch den Deutsch-Argentinier Federico Reichert und den Schweizer Robert Helbling mit dem Chilenen Damasio Beíza, die den Gipfel von der argentinischen Ostseite aus durch das Tal des Río Plomo, über den Glaciar Juncal Segundo Este (Zweiter östlicher Juncalgletscher) und zuletzt über den Nordgrat erreichten.
Die zweite Ersteigung erfolgte am 3. März 1934 durch die Italiener Gabriele Boccalatte und Piero Zanetti von Norden über den Glaciar Juncal Norte. Die dritte Besteigung 1951 durch eine Expedition des DAV Santiago über den Glaciar Juncal Colgante Norte aus dem Valle Monos de Agua, wieder von Norden.